# Södertälje Fotbollsarena
Södertälje Fotbollsarena (ook wel bekend als Jalla-Vallen of Jallavalla) is een multifunctioneel stadion in de Zweedse stad Södertälje. Het werd geopend in november 2005 en heeft een capaciteit van 6.400 toeschouwers, waarvan 3.500 zitplaatsen. De bouw van het stadion kostte 12 miljoen euro. In 2008 kreeg het stadion een nieuw kunstgrasveld.
Het is de thuishaven van de voetbalclubs Assyriska Föreningen en Syrianska FC.

## Gemiddeld aantal toeschouwers
| Seizoen | Assyriska Föreningen | Syrianska FC |
| ------- | -------------------- | ------------ |
| 2006    | 1.664                | 946          |
| 2007    | 2.178                | 1.535        |
| 2008    | 2.863                | 1.754        |
| 2009    | 2.801                | 2.286        |
| 2010    | 2.282                | 2.687        |
| 2011    | 2.319                | 2.852        |
| 2012    | 1.924                | 2.453        |
| 2013    | 1.975                | 2.443        |